# Georg Tengvall
Georg Henrik Tengvall (Norrköping, 6 de abril de 1896-Norrköping, 4 de marzo de 1954) fue un deportista sueco que compitió en vela en la clase 40 m2. Participó en los Juegos Olímpicos de Amberes 1920, obteniendo una medalla de oro en la clase 40 m2.

## Palmarés internacional
| Juegos Olímpicos | Juegos Olímpicos  | Juegos Olímpicos | Juegos Olímpicos |
| Año              | Lugar             | Medalla          | Clase            |
| ---------------- | ----------------- | ---------------- | ---------------- |
| 1920             | Amberes (Bélgica) | Medalla de oro   | 40 m2            |